# Haval Shenshou

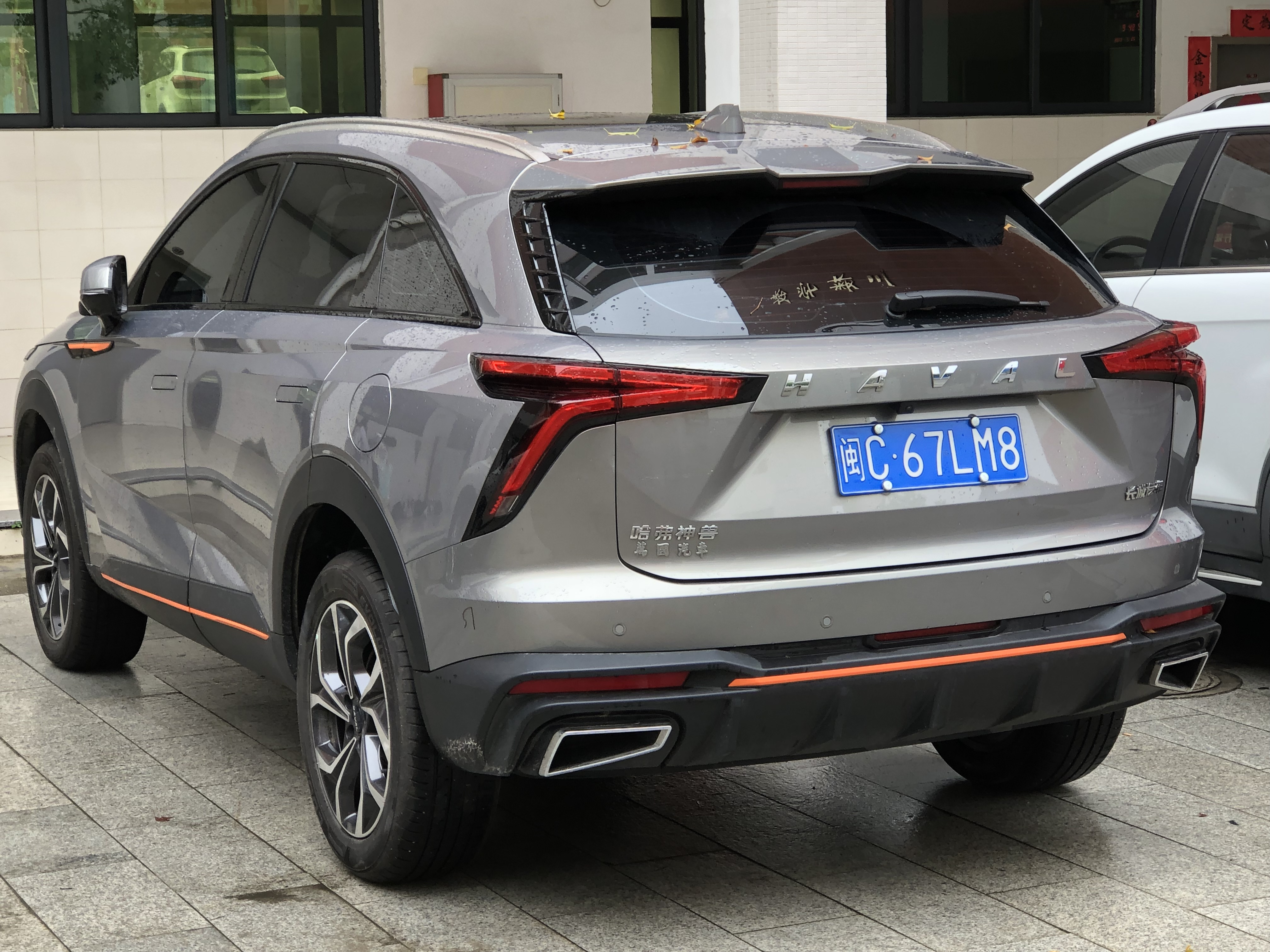
Heckansicht

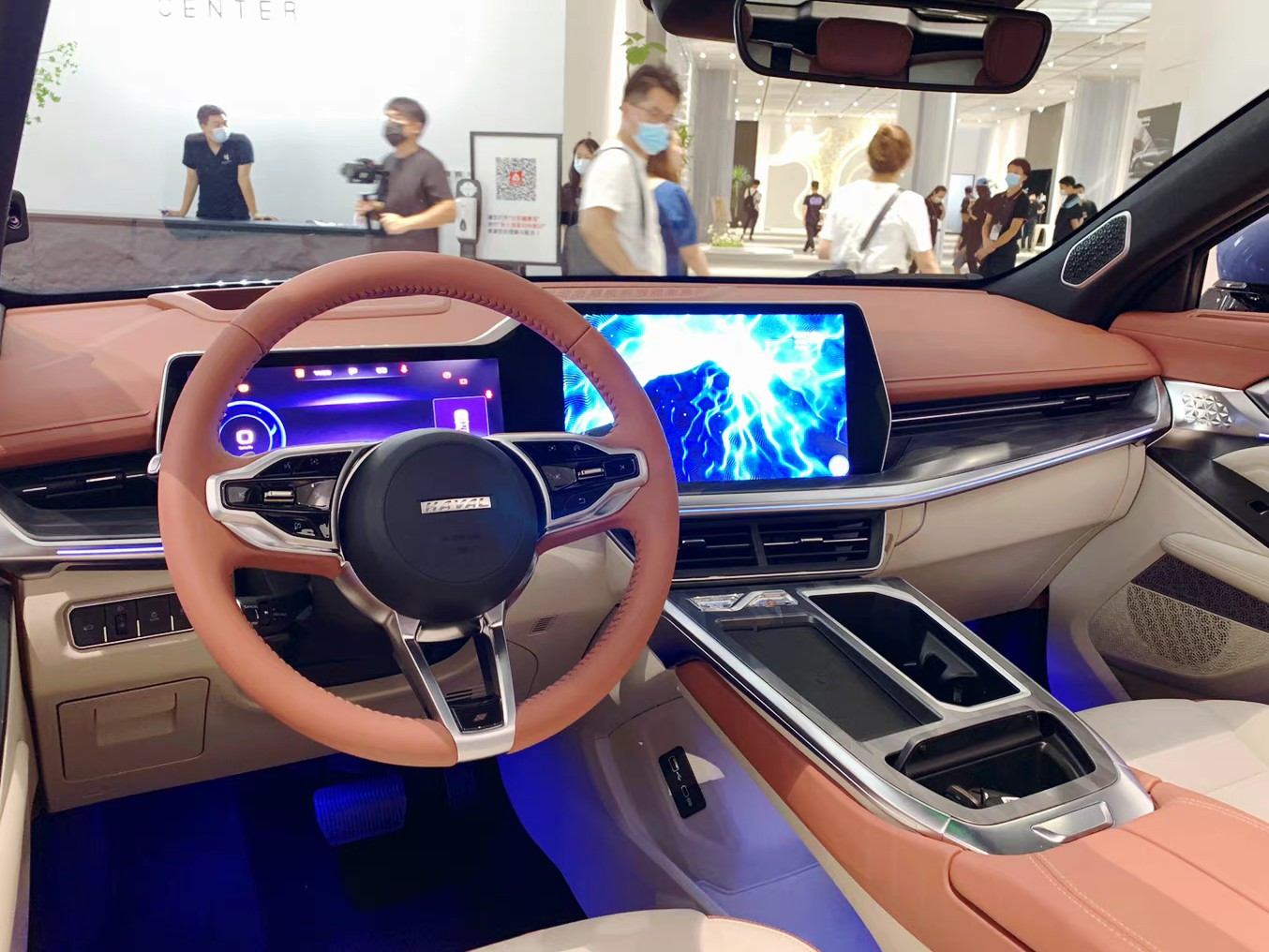
Innenansicht

Der Haval Shenshou ist ein Sport Utility Vehicle der chinesischen Marke Haval, die zum Automobilhersteller Great Wall Motor gehört.

## Geschichte
Vorgestellt wurde das 4,78 Meter lange Fahrzeug als Nachfolgemodell des Haval H7 im August 2021 auf der Chengdu Auto Show. Die Markteinführung auf dem chinesischen Heimatmarkt erfolgte im Dezember 2021 zunächst mit reinen Verbrennungsmotoren. Eine Hybridversion folgte im Juni 2022. In Russland wird die Baureihe seit August 2024 als Haval F7 vermarktet. Einen ersten Ausblick auf den Shenshou zeigte der Hersteller schon im April 2021 auf der Shanghai Auto Show mit dem Haval XY Concept.
Die sogenannte Lemon-Plattform teilt sich das SUV mit dem Chulian und der dritten Generation des H6.

## Namensgebung
Der Begriff Shenshou entstammt dem Chinesischen und bedeutet ins Deutsche übersetzt „Fabelwesen“.

## Technische Daten
Zum Marktstart stand für das fünfsitzige SUV entweder ein aufgeladener 1,5-Liter-Ottomotor mit 135 kW (184 PS) oder ein aufgeladener 2,0-Liter-Ottomotor mit 165 kW (224 PS) zur Verfügung. Beide haben ein 7-Stufen-Doppelkupplungsgetriebe. Die 2,0-Liter-Version ist gegen Aufpreis auch mit Allradantrieb erhältlich. Der später folgende Hybrid hat eine Systemleistung von 179 kW (243 PS) und kommt auch im Haval H6 oder im Wey Latte zum Einsatz. In Russland gibt es den Wagen mit dem 1,5-Liter- und dem 2,0-Liter-Ottomotor, wobei die maximale Leistung geringer angegeben wird als in China.
|                                             | F7 1.5T                          | Shenshou 1.5T                    | F7 2.0T                          | Shenshou 2.0T                    | Shenshou 1.5T DHT                            |
| Markt                                       | Russland                         | China                            | Russland                         | China                            | China                                        |
| Bauzeitraum                                 | seit 08/2024                     | 12/2021–03/2024                  | seit 08/2024                     | 12/2021–03/2024                  | 06/2022–03/2024                              |
| Motorkenndaten                              |                                  |                                  |                                  |                                  |                                              |
| Motortyp                                    | R4-Ottomotor                     | R4-Ottomotor                     | R4-Ottomotor                     | R4-Ottomotor                     | R4-Ottomotor + Permanentmagnet-Synchronmotor |
| Hubraum                                     | 1499 cm³                         | 1499 cm³                         | 1998 cm³                         | 1998 cm³                         | 1499 cm³                                     |
| max. Leistung Verbrennungsmotor bei min−1   | 110 kW (150 PS) / 5500–6000      | 135 kW (184 PS) / 5500–6000      | 141 kW (192 PS) / 5600–6300      | 165 kW (224 PS) / 5500–6000      | 113 kW (154 PS) / 5500–6000                  |
| max. Leistung Elektromotor                  | —                                | —                                | —                                | —                                | 130 kW (177 PS)                              |
| max. Systemleistung                         | —                                | —                                | —                                | —                                | 179 kW (243 PS)                              |
| max. Drehmoment Verbrennungsmotor bei min−1 | 230 Nm / 1500–4000               | 275 Nm / 1500–4000               | 320 Nm / 1500–4000               | 345 Nm / 1500–4000               | 230 Nm / 1500–4000                           |
| max. Drehmoment Elektromotor                | —                                | —                                | —                                | —                                | 300 Nm                                       |
| max. Systemdrehmoment                       | —                                | —                                | —                                | —                                | 530 Nm                                       |
| Kraftübertragung                            |                                  |                                  |                                  |                                  |                                              |
| Antrieb, serienmäßig                        | Vorderradantrieb                 | Vorderradantrieb                 | Allradantrieb                    | Vorderradantrieb                 | Vorderradantrieb                             |
| Antrieb, optional                           | —                                | —                                | —                                | (Allradantrieb)                  | —                                            |
| Getriebe                                    | 7-Stufen-Doppelkupplungsgetriebe | 7-Stufen-Doppelkupplungsgetriebe | 7-Stufen-Doppelkupplungsgetriebe | 7-Stufen-Doppelkupplungsgetriebe | 2-Gang-Hybridgetriebe                        |
| Messwerte                                   |                                  |                                  |                                  |                                  |                                              |
| Höchstgeschwindigkeit                       | 188 km/h                         | 190 km/h                         | 194 km/h                         | 200 km/h (200 km/h)              | 175 km/h                                     |
| Beschleunigung, 0–100 km/h                  | 10,9 s                           | 8,5 s                            | 9,4 s                            | 7,0 s (7,0 s)                    | 7,7 s                                        |
| Kraftstoffverbrauch auf 100 km (kombiniert) | 7,3 l Super                      | 7,0–7,2 l Super                  | 8,6 l Super                      | 7,2 l Super (7,7 l Super)        | 5,5 l Super                                  |
| Tankinhalt                                  | 61 l                             | 61 l                             | 60 l                             | 61 l (60 l)                      | 61 l                                         |
| Lithium-Ionen-Akkumulator                   | —                                | —                                | —                                | —                                | 1,69 kWh                                     |
| Abgasnorm                                   |                                  | China VI                         |                                  | China VI                         | China VI                                     |